# Doncourt-lès-Longuyon
Doncourt-lès-Longuyon är en kommun i departementet Meurthe-et-Moselle i regionen Grand Est (tidigare regionen Lorraine) i nordöstra Frankrike. Kommunen ligger i kantonen Longuyon som tillhör arrondissementet Briey. År 2022 hade Doncourt-lès-Longuyon 294 invånare.

## Befolkningsutveckling
Antalet invånare i kommunen Doncourt-lès-Longuyon
| Referens: INSEE |